# Trachea mancilla
Trachea mancilla är en fjärilsart som beskrevs av William Schaus 1921. Trachea mancilla ingår i släktet Trachea och familjen nattflyn. Inga underarter finns listade i Catalogue of Life.